# 戦国八咫烏
『戦国八咫烏』（せんごくヤタガラス）は、小林裕和による日本の漫画作品。『週刊少年サンデー』（小学館）にて、2010年25号から2012年2月号まで連載された。

## 概要
『週刊少年サンデー』2009年39号に掲載された、同作者による「八咫烏（ヤタガラス）」をプロトタイプとした作品。主人公・雑賀孫一率いる雑賀衆の日本各地での活躍を描き、孫一の銃の腕や人となりを描く。
連載版では南蛮が日本侵略を目論む存在として登場している。史実に沿う事も多いが、本来敵対関係にある織田信長と雑賀衆が協力体制を築いている等従来の歴史漫画とは異なる設定も特徴である。

## 登場人物

### 雑賀衆
雑賀孫一の率いる、銃の名手を集めた戦国最強と噂される部隊。現在の和歌山県紀ノ川下流域を本拠地とする。どの大名にも対等に接し、どの国にも属することが無い。頭領は背中に八咫烏が染めてある赤い羽織をまとう。
雑賀孫一
雑賀衆の頭。本名は鈴木孫一重秀。雑賀衆からは「若」と呼ばれ、自らを「八咫烏の化身」と名乗っている。報酬よりも相手の人間性で引き受けるか決める。
幼い頃は平次（土橋 若太夫）や辰蔵と並ぶ火縄銃の腕を持ちながら、鉄砲そのものに恐ろしさを感じており船に憧れていた。辰蔵が発病し医者を呼びに行った際、薬につられ南蛮人に拉致されそうになり、鶴首や但中、他の奴隷達と協力して脱出した（そのため海、それも夜中の船は大の苦手であり船酔症になる）。その経験より南蛮への危機感と団結の重要性を悟り、辰蔵の夢を継いで雑賀衆の頭となり南蛮から国を護る為に各地の「英傑」を探し導く事を決意した。
群衆の隙間を縫っての狙撃・落馬しながら（逆さ）大将を討ち取る・五十間（90ｍ）先の的を当てる等火縄銃の腕前は凄まじいものがある。
信長と同じく「国とは人」と捉えており、「領国を守った褒美」と称して略奪を行う浪人に激しい怒りを示していた。また「英傑は己の道を己で切り開く者」と主に農民で構成されている雑兵を奮い立たせる等、「八咫烏」としての責務を遺憾なく発揮している。
尾張の織田、越前の明智、越後の上杉と出会いを経て佐渡に侵攻してきた十字軍を撃破した。
佐渡戦終結から5年後、織田信長に協力し各地で活躍する。お市には「友」として信長を支えて欲しいと頼まれており、金ヶ崎の退き口では殿を務めた上で帰還、浅井長政の離反の真意に気づき消沈していた信長に「友として」支える事を伝えた。
鶴首（つるくび）
女性に見間違うほどの美貌を持ち、里の女性達から人気がある雑賀衆の参謀。普段は単に「鶴」と呼ばれる。長距離の正確な射撃を得意とし、50間以上の狙撃の腕は孫一より上である。かつて（逃げ切ったと安心している）盗人を80間の距離から狙撃し、取り戻した壷「鶴首」からその異名を得た。
幼い頃、南蛮人に誘拐され、孫一とともに脱出した。そのため佐渡での合戦では奴隷を利用・捨て駒にするイサークに激高、一時的に但中以上に感情的になった。孫一と同じく船酔い症だが、佐渡戦では怒り狂っていたため平気だった。雑賀の外から来たよそ者らしく、当初は苛められていたが、奴隷船脱出後は但中の計らいによりうち解けた。
但中（たんちゅう）
雑賀衆一の豪腕。孫一を最初に「若」と呼んだ。単純な性格で、その馬鹿力で孫一でも放てないような火力の三十匁筒（通常の数倍重い弾）を放つ銃を通常の銃と同じように扱える。短気でがさつ、おだてにすぐ乗りすぐ裸になる。タラコ唇。
幼い頃、南蛮人に食べ物でつられて誘拐され、孫一とともに脱出した。孫一や鶴と違い船酔いは起こらない（馬鹿だかららしい）。かつては頭領になろうとしていたが、孫一に助けられた際、孫一の背中に八咫烏が宿るのを鶴とともに見、孫一の右腕になることを目標とした。
無二
白目が特徴の男。主に鶴のサポート役を担う。作者によると一番の悪筆とのこと。幼い頃から雑賀衆にいる。
戦名「無二」は「全てを初撃で決める程の腕」という意味があるが、鶴首には「名前負け」と評されている。
下針
アフロが特徴の男。主に無二とともに行動し、但中にツッコミを入れたりする（そして水田に投げ込まれたり、褌を顔に投げられたりする）。幼い頃から雑賀衆にいる。
戦名「下針」は「遠くにぶらさげた針を狙い撃てる程の腕」という意味があるが、無二と同じく鶴首には「名前負け」と評されている。
おまけマンガでは上杉のものと賭けをして大勝し、直後に体調が悪かった娘を助け結婚を考えるがその後フラれた。
土橋若太夫
孫一の幼馴染で大親友。若干短いがリーゼントヘアー。現在は雑賀の里を守っている。
お澄
孫一の幼馴染で辰蔵の妹。若太夫曰く「えらいべっぴん」で孫一と両想いなのは公然の秘密である様子。諸国を動き回る孫一の無事を祈っている。
川爺
雑賀の鉄砲職人。雑賀衆の鉄砲の修理・管理を担う。「鉄砲は女子（の様に繊細なもの）」と捉えており、無茶な使い方をすることが多い孫一をよく説教している。
佐渡に旅立つ直前、孫一に銘を「澄」とした火縄銃（二重巻きの五匁筒）を渡す。
およう
若太夫の娘。5歳になる。佐渡へ向かう孫一に自信の宝物である、白いカラスの羽をお守りとして渡す。
辰蔵
お澄の兄で、孫一の親友。雑賀の頭領を目指していた。体が弱く病に倒れ、孫一が薬を持ってくる間にこの世を去った。
ミシェル/螢
日本人と南蛮人の間に生まれた少女。四国出身。目を覆うほどの赤く長い髪が特徴で夜目が非常に利く。南蛮人の血を引いていることから蔑まれ、城の牢に閉じ込められていたが、孫一に銃の才能を見出され、雑賀衆に引き取られる（夜目はこの時点で誰も知らないため孫一の演技である）。その過去から雑賀荘でも「分別がありすぎる」と言われるほど自らを抑えていたが、お澄から孫一の話を聞いて思うように生きることを決意する。
織田信長の上洛時は自らの生まれた意味、役割を探す為に孫一について行った。戦場では吐いてばかりであったが、夜目が非常に利く事を利用して吉田隊攻略に重要な役割を果たした。
戦名「螢」は孫一の命名である。

### 尾張国
織田信長
烏天狗を模した面具を付けた武将。面をつけた状態では恐ろしい圧力を放つ。火縄銃を革新的な武器と捉えると同時にそれを生み出した南蛮を危惧しており、侵略を受ける前に天下統一を果たすことを目論んでいる。
その野望ゆえに日ノ本全ての民を思いやっており、光秀からは「名君」を超える「天下人」の器だと言われる。また孫一には何度も家臣の申し入れを断られているが、怒ったりはせず、懐の深い所を見せる。
十字軍の佐渡侵攻の際は段蔵による救援要望を受け、浅井長政・西美濃三人衆・明智光秀の力を借りて佐渡に上陸、十字軍を破った。孫一を自軍に誘い、5年後足利義輝を押して上洛する。
当初は足利義昭を擁して上洛、将軍を介して諸国をまとめあげる事を目指した。しかしルイス・フロイスとの会合で南蛮の強大さを再認識し、旧幕府の破壊と織田幕府の創設を決意する。
木下藤吉郎秀吉
信長の家臣。信長からは「ネズミ」と呼ばれている。自身の夢でもある信長の夢をかなえるため、孫一に助力を頼む。隠遁していた半兵衛のもとをたびたび訪れ、味方につける。
佐渡島の決戦の際、鶴の軍への救援として現れる。
信長の上洛の時、雑賀衆のもとに使者としてやってくる。
弥助
イサークの死霊兵に所属していた一騎当千の猛者。佐渡戦で藤吉郎の人柄に心を動かされ降伏、後に恩を返すためとして藤吉郎の配下となる。

### 近江国
浅井長政
北近江の大名。彼が指揮する兵は鬼と化し悪鬼羅刹の異名を持つ。市の夫であり信長の義弟。
非情にならねば天下はとれないと考えており、六角の一族郎党の助命や松永久秀の降伏を許可する信長の「甘さ」に焦りを抱いている。
孫一とも度々衝突する。信長を天下人にしようとしていたと考えられていたが突如として離反し、十字軍に寝返る。
お市
信長の妹であり長政の妻。絶世の美貌の持ち主。
六角承禎
南近江の大名。将軍・足利義栄派であるため足利義昭の擁立と上洛を目指す信長・孫一らと対決する。
箕作城に吉田隊を入れて交戦するものの全滅、更に自らが篭城していた観音寺城も浅井長政率いる浅井軍に攻め陥とされ一族郎党と共に捕虜となった。
吉田出雲守
六角承禎の家臣で吉田隊を率いる弓の名手、洞察力にも優れている。並みの者が三人がかりでも引けない強弓を扱い、木下隊と対決する。闇夜の中で当初は優勢でミシェルの夜目を用いた夜襲も見抜いた。しかし木下隊の陽動に気付けず、最期は弥助に頭部を破壊されて死亡。
射法狐火
吉田隊の得意とする射法。火矢による防衛戦を築き、近づいた敵を撃破する。

### 越前国
明智光秀
家臣から頼られている武将。「金狼」と呼ばれる護民の英傑。民のためを思うあまり、少々西洋かぶれが過ぎる。異名通り金髪で、ポルトガル語が混じる日本語を話す。
越後に現れ、イサークが乗った船をフランキで集中砲火し沈没させる。
永禄の変から2ヵ月後、覚慶のもとを訪れ次期将軍に推す。
明智左馬介秀満
明智光秀の家臣。反乱を起こした一向宗門徒を雑賀衆と共に倒す。
ダミアン浄三
金ヶ崎を撤退した織田軍を追撃する朝倉軍の大将。盲目のキリシタンで天才軍師。南蛮の騎士二人を引き連れている。
かつて六角氏に仕えて浅井の侵攻も止めていたが、盲目になったことで放逐されている。しかし盲目になったことで他の感覚が鋭くなり「今では視えていた時より、よく視える」とのこと。

### 越後国
上杉輝虎
将軍からの信頼の厚い武将。十字軍に暗殺対象にされていた。
佐渡では、ディアス軍が撤退してからも本陣にとどまり善住坊をおびき寄せ、友・長実の仇をとろうとする。
段蔵
上杉の軒猿（=忍び）。南蛮の刺客に襲われていたところを孫一に助けられ、雑賀衆を川中島へ導く。自分を初めて人として扱った長実に忠誠を誓っており、彼が死んだ時は涙を見せた。
十字軍との戦いに備え、織田信長に加勢を求めるために動いていた。
荒川長実
景虎の影武者。第5次川中島の陣内にて、杉谷善住坊に狙撃され命を落とす。
柿崎景家
越後一の猛将と呼ばれた男。佐渡の北側でイサーク率いる奴隷兵軍を迎え撃つ。誇りのため雑賀衆の助力を断り上杉勢だけで戦おうとするが、「大切なものの為に戦うこと自体が誇り」と鶴に諭され共に戦う。両腕に傷を負いながらも鶴とともに一騎当千の死霊兵（弥助）を倒そうとし失敗するものの釘付けにする事に成功した。
木下藤吉郎の援軍が来たあとも前線で戦い、終結後は鶴と盃を共にしている。

### 土佐国
長宗我部元親
長宗我部家当主。土佐平定を掲げる。「～ッス」が口癖の色黒の青年。目が信長に似ていると孫一に言われる。

### 幕府
足利義輝
室町幕府13代将軍。三好・松永に対抗するため、武力で後押ししてくれる大名を探していたが永禄の変で松永久秀に殺害された。
覚慶
後の足利義昭。義輝の実弟。永禄の変の後、幽閉されていたが光秀により救出された。
「五箇条の事書」によって信長と不和になり、南蛮方になった。
松永久秀
将軍・足利義輝を傀儡にして政治を行っていた人物。裏でルイス＝フロイスと通じており、永禄の変を起こし義輝の従弟の足利義親を次期将軍として擁立した。

### 南蛮
ルイス・フロイス
南蛮人の宣教師、「十字軍」とは異なる南蛮であり総大将と目されている男。「フハハハハハハ!!」という高笑いが印象的。
「十字軍」に代わって杉谷善住坊に上杉輝虎暗殺を指示した他、将軍・足利義輝に「十字軍」の計画を事前に伝えていた。　
その為足利義輝から「異国の友」と信頼されていたが、敵役の松永久秀とも通じており彼に永禄の変を起こさせた。その後あえて京を追放させてもらい、堺で布教活動に専念信長が上洛した際に二条城の修築現場で対面する。
永禄の変への関与を認める事で身の安全を確保（将軍の挿げ替えを行なったフロイスを斬ることは、織田が自らを否定する事になるので手が出せなかった）、織田諸将の結束を促す。
元亀元年（1570年）までには足利義昭を利用して朝倉を、詳細は明らかでないが浅井長政を味方に付けている。浅井・朝倉による挟撃による織田殲滅を画策した。

#### 十字軍
「友好を訴えるより力で訴える方が効率が良い」という考えの下、日本の武力侵略を企む南蛮勢力。
上杉輝虎を暗殺し混乱の中で佐渡を掌握、佐渡を前線として越後に攻め入って制圧した後に日ノ本全土の侵攻を始める予定だった。
永禄七年（1564年）十月下旬に佐渡への侵攻を開始するが、策を見破って佐渡に構えていた上杉輝虎・雑賀衆と交戦。優勢だったものの織田・朝倉の援軍で形成を逆転されて壊滅した。
なお、南蛮の総大将ルイス・フロイスからは「子供が考えたような、馬鹿で、無謀で、幼稚な計画」と笑われている。
ディアス（DiAS）
十字軍の暫定にして最強の司令官。越後制圧をしようとした十字軍の指揮官（明言はされてないが、恐らくフランシスコ・ザビエルと思われる）を殺害し、暫定的に軍のトップとなる。周りからはディアス卿と呼ばれる。下級貴族の出身だったがイタリア戦争で数十万率いる異教の猛将を討ち取る等の功績を称えられ上り詰めた(実はイタリア戦争時に本物と入れ替わったディアス卿似の男であるという噂があり、真実であると暗に示されている)。
護りたい物がないが故に死して失う事も恐れず、孤児だった故に「全てを奪い全てを手に入れる」という野望を持ち、最強を誇る秘訣となっている。
アントニオとイサークを別働隊として出撃させ、自らは輝虎の首を狙い本陣へ赴く。織田の援軍にも慌てず撤退を指示し、士気を奮い立たせた上で再戦。観察に長けており、乱戦の中で兵の強弱を見抜き信長との一騎討ちに持ち込んだ。
馬上の戦いに慣れており織田信長を圧倒するが、最期は信長の「天下人」の器を前に敗れた。
アントニオ
戦象を使った力による戦術を好む。頭脳面においての戦術家の部分も見せるが基本的に短慮である。
当初は戦象による攻撃を仕掛けたが闇夜にまぎれる孫一の奇襲にかかり敗走。日本を甘く見たことを反省し頭脳戦を持ち込み、「要塞（テルシオ）」を使い上杉軍を撤退させるが、加勢に来た竹中の知恵に敗れる。
最終的に但中との一騎討ちにて日本の強さを実感し、戦士と認めた但中に戦って敗れたことを喜び自害する。
イサーク
奴隷を使う戦術を好む。上流貴族オリヴェイラ家の嫡男であり、選民思想が強く総司令官のディアスも内心見下している。「死霊兵」とよぶ奴隷兵を戦わせている間に手薄になった越後本土の攻略へ出向く。しかし明智光秀率いる朝倉水軍との海戦で罠に嵌り敗北。数人の部下と小船で逃げ出す。後に追ってきた鶴に舟を破壊され、自身が日頃奴隷達に与えていた「絶望」を刷り込まれつつ海に沈められた。
ヤジロウ
右目に眼帯をした男。十字軍と行動を共にし、伝令などを担当している。
杉谷善住坊
狙撃手。左利き用の火縄銃を使い、阿波の戦では名のある将を5人狙撃した。技量と大胆さを備えた孫一曰く「一流」であり、狙撃の際は必ず対象の頭部を打ち抜く。
川中島では荒川長実(本命は上杉輝虎)を狙撃する。その後佐渡に赴き、ディアスとともに上杉本陣を襲撃した(しかしそれはルイス・フロイスの命で動いていただけであり、十字軍とは関係ない)。
ディアス軍との戦いに紛れて本陣に侵入し目的を果たそうとするも、孫一の存在に気づき狙撃戦を繰り広げる。超人的才覚をもって罠を回避、先に孫一の位置を突き止め発砲するがかわされて反撃を受け、影虎に拘束された。
十字軍と違う新たな南蛮の存在を吐き、孫一達にさらなる戦いを印象づけた。
バローゾ
先遣隊のうち、通常の甲冑の装甲の3倍の防御力を誇る「金曜重装歩兵隊」を率い、自らもほぼ隙間のない重装備の鎧をまとう。メイスが武器。
初めは上杉勢を圧倒するが、雑賀衆により部隊の多くが甲冑の隙間を撃たれて倒れた。隙間を完璧にふさいでいるかに見えたが、孫一に目線のわずかな隙間を撃たれて死亡した。
宣教師（仮称）
数年前に日本に来た宣教師で十字軍の尖兵。十字軍の情報を握る上杉の軒猿を処分することが目的。猛犬と改良された連射式の諸葛弩で段蔵以外の軒猿を殺した時点で雑賀衆と遭遇した。
孫一に本性を見抜かれたと雑賀衆も討伐対象にする。孫一との交戦の際は弾を消費させた上で接近戦に持ち込んで追い詰めたが、奇策に敗れて死亡。
率いていた諸葛弩の部隊は雑賀衆相手に暗闇を利用して優位だったが、但中と鶴の連携で指揮系統を撃たれ混乱を突かれて全滅した。

### その他
竹中半兵衛
斉藤龍興に反旗を翻し、わずかな16名の兵で一夜にして稲葉山城を落とした天才。「今孔明」とも呼ばれる。龍興に追われていたが、雑賀衆と共謀し追っ手を振り切る。浅井家の家臣のもとに厄介になっていたが、藤吉郎に請われ佐渡へ向かい、但中に策を授ける。
後に藤吉郎に仕えて金ヶ崎にも従軍する。
空壺の計
佐渡合戦で使用。敵軍の荷駄隊を火攻めにした上で、進路上の村の食料・水を全て処分する。徹底的に敵の補給路を断って瓦解を狙う軍略である。
水壺の計
佐渡合戦で使用。空壺を川底に敷き、不用意に川へ進軍してきた敵兵を足止めして討ち取る軍略。アントニオ軍に大打撃を与えた。
空城の計
金ヶ崎の戦いで使用。本来は敵将に撤退か攻撃を選択させる軍略。
半兵衛は天筒山・金ヶ崎城を空城にする事で、朝倉軍の追撃を止めるという応用を見せている。

## 単行本
- 第1巻 2010年10月23日発行 ISBN 978-4-09-122654-9
- 第2巻 2010年12月22日発行 ISBN 978-4-09-122706-5
- 第3巻 2011年03月23日発行 ISBN 978-4-09-122816-1
- 第4巻 2011年06月22日発行 ISBN 978-4-09-123009-6
- 第5巻 2011年08月23日発行 ISBN 978-4-09-123226-7
- 第6巻 2011年11月23日発行 ISBN 978-4-09-123387-5